# ロシア連邦最高裁判所
ロシア連邦最高裁判所（ロシア語: Верховный суд Российской Федерации）は、ロシアの行政事件、民法事件及び刑事事件における最高裁判所である。下級審裁判所の監督も行う。前身はソビエト連邦最高裁判所。
2014年連邦法3号「ロシア連邦最高裁判所について」（ロシア語: О ВЕРХОВНОМ СУДЕ РОССИЙСКОЙ ФЕДЕРАЦИИ）第22条により、ロシア連邦最高裁判所の恒久的な所在地はサンクトペテルブルクと定められたが、「ロシア連邦大統領の指示により最高裁判所がサンクトペテルブルクで業務を開始した時に施行される」とする留保規定が存在しているため、最高裁判所は現在もモスクワでその権限を行使している。

## 構成
最高裁判所には115人の裁判官がいる。最高裁判所の裁判官は大統領が指名し、連邦院（上院）が任命する。裁判官になるための資格は35歳以上のロシア人で、法学教育を受け、10年以上法律専門職での実務経験がなければならないと規定されている。
最高裁判所は民事部、刑事部、軍事部から構成され、各部がそれぞれ管轄する事件を扱う。最高裁判所が第一審の管轄を有する事件はそれらの部で審理される。各部の判決に対する不服申立ては破棄部（ロシア語: Апелляционной коллегии）に送られる。下級裁判所の判決を再審理するときは、最高裁判所長官に送られる。
最高裁判所の総会は4か月に1回以上開催される。総会には最高裁判所の全裁判官及び検事総長が出席しなければならない。総会では様々な論点に関する下級裁判所の判決を研究し、統一的な法適用のため、特定の法律の規定の解釈について下級裁判所に対する勧告を定める決議を採択する。ロシア法は判例を法源としていないが、裁判所は厳格にこの勧告に従う。
連邦最高裁判所の附属機関である学術諮問委員会（ロシア語: Научно-консультативный совет при Верховном Суде Российской Федерации）は、様々な法的あるいは学術的問題において最高裁判所を支援するために創設された組織である（「ロシア連邦最高裁判所について」19条）。学術諮問委員会は最高裁判所裁判官、学者、法律実務家、法執行官で構成され、構成員は最高裁判所総会で選任される（ロシア連邦最高裁判所学術諮問委員会規則6条）。

## 権限
ロシア連邦最高裁判所は特定の事件について第一審管轄権を有する。最高裁判所が第一審管轄権を有する事件としては、個別の連邦議会制定法や大統領若しくは政府の命令に対する異議、政府機関の委任立法に対する異議、政党やNGOの解散、大統領選挙、国家院選挙または国民投票を実施する際のロシア中央選挙管理委員会の行為に対する異議が含まれる（「ロシア連邦最高裁判所について」号2条4項）。
最高裁判所は下級裁判所に係属した事件に関する最上級裁判所でもあるため、下級裁判所の判決を再審理することができる。判決の取消しを求める申立てが最高裁判所に提出された時は最高裁判所裁判官の1人が検討する。その裁判官は申立てを各部に配転することもあれば、当該下級審判決が「合法的で十分な根拠がある」と判断して配転しないこともある。最高裁判所は下級審判決を支持することも破棄することもできる。破棄された場合、最高裁判所は自ら判決を下すか、下級裁判所での再審理を命じることができる。

## 最高裁判所長官
| 代   | 長官                     | 写真 | 就任日         | 退任日                         | 任命者                 |
| ---- | ------------------------ | ---- | -------------- | ------------------------------ | ---------------------- |
| 1    | ヴャチェスラフ・レベデフ |      | 1991年12月26日 | 2024年2月23日 （在職中に死去） | ボリス・エリツィン     |
| 代行 | ピョートル・セルコフ     |      | 2024年2月23日  | 2024年4月17日                  | ウラジーミル・プーチン |
| 2    | イリーナ・ポドノソワ     |      | 2024年4月17日  | 2025年7月22日 （在職中に死去） | ウラジーミル・プーチン |
| 代行 | ユーリ・イヴァネンコ     |      | 2025年7月22日  | 現職                           | ウラジーミル・プーチン |